# Guillermo Pablo Franco Herrera

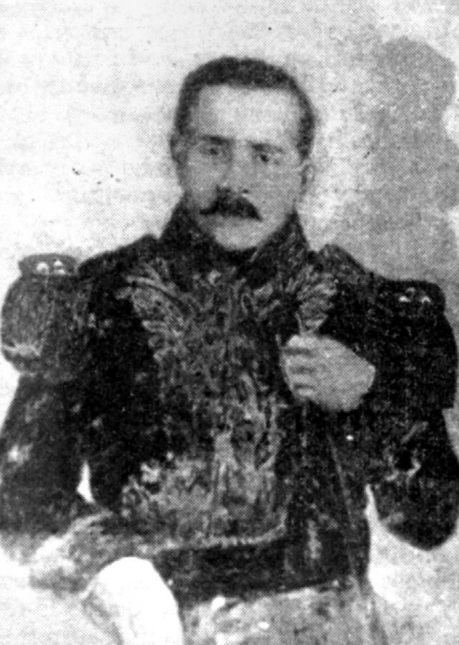
Guillermo Franco

Guillermo Pablo Franco Herrera (Guayaquil, 8 februari 1811 - Callao, Peru, maart 1873) was een Ecuadoraans militair en politicus.
Guillermo Franco was een generaal in het Ecuadoraanse leger. Hij speelde een belangrijke rol tijdense de oorlog met Peru (1858-1859/1860). In april 1859 bevrijdde hij de door ontevreden militairen gevangengezette president Francisco Robles García en generaal José Maria Urbina in Guayaquil, die daar zijn regering had gevestigd (in Quito was een tegenregering gevormd waartoe ook Gabriel García Moreno behoorde).
In mei 1859 sloot Franco zich aan bij García Moreno en kreeg van de laatste de opdracht president Robles in Guayaquil te arresteren en een militaire junta op te zetten. President Robles was echter al naar Riobamba uitgeweken en daar een regering gevormd. Franco's manschappen vochten daarna tegen de manschappen van generaal Urbina en president Robles. Op 13 september 1859 vluchtten Urbina en Robles naar Peru en Franco riep zich op 17 september uit tot Jefe supremo (Opperste Leider) van Guayaquil. Franco verbrak zijn contacten met García Moreno en sloot een verdrag met Peru.
Verzoeken van García Moreno aan Franco om gezamenlijk de macht in Peru te delen wees de laatste van de hand. García Moreno sloot daarop een verbond met oud-president Juan José Flores (de stichter van Ecuador) en gezamenlijk trokken ze ten strijde tegen generaal Franco en diens mannen. Op 24 september 1860 veroverden de troepen van García Moreno en Flores Guayaquil en vluchtte Franco naar het buitenland.
Guillermo Pablo Franco Herrera overleed in 1873 in Peru.